# Екатеринбургская телебашня
Екатеринбу́ргская телеба́шня — снесённая телебашня в Екатеринбурге, предназначавшаяся для охвата телерадиосигналом всей Свердловской области. Основная часть телебашни построена в 1986—1989 годы. После прекращения финансирования работ в 1990 году оказалась в заброшенном состоянии.
Осенью 2017 года губернатором Свердловской области Куйвашевым и УГМК принято решение о сносе телебашни, который был произведён 24 марта 2018 года.

## Строительство

Таллинская телебашня, построенная по аналогичному проекту в 1975—1980 гг.

В конце 1983 года, согласно решению горисполкома (тогда — Свердловска), на улице 8 Марта около городского цирка началось строительство РТПС — радиотелевизионной передающей станции. Это был новый типовой советский проект, реализованный ранее в Вильнюсе и Таллине. Проектная высота телебашни составляла 371 метр от земли (11 м — основание, 220 м — бетонный ствол и 141-метровая металлическая антенна). Именно туда планировалось перенести все городские телерадиопередающие мощности для покрытия телесигналом всей Свердловской области. Также на высоте 188 метров там должны были находиться смотровая площадка и ресторан на вращающейся платформе (наподобие «Седьмого неба» на Останкинской телебашне). С двумя соцветиями верхнего и нижнего зданий телебашня напоминала бы «каменный цветок», как отсылку к «уральским сказам».
Место было выбрано живописное, в пойме Исети, на одной из двух городских композиционных осей, а именно, на оси, проходящей через плотину городского пруда и его стрелку, старый вокзал. Но, ввиду того, что место было низинное, нижняя обстройка башни была бы не видна. В мае 1984 года специалисты «Строймеханизации-2» закончили забивание 2400 свай на глубину от 8 до 16 метров. Затем сваи были залиты метровым слоем бетона, образовавшем своеобразную подушку под сооружение, диаметром 40 метров и объёмом 4,5 тысячи кубометров бетона. 30 августа 1984 года были завершены пять ростверков — фундаментов для лепестков нижней обстройки башни.
Строительство бетонной части по уникальной для того времени монолитно-бетонной технологии осуществлял трест «Спецжелезобетонстрой», ранее возводивший Вильнюсскую, Останкинскую, Таллинскую и ряд других телебашен. Использовался особо прочный бетон марки 400 (это значит, что один см² может выдержать нагрузку на сжатие в 400 кг), со временем увеличивающий прочность. Толщина стен в нижней части составляет 500, в верхней — 300 мм. Бетонные кольца, каждое по 2,5 метра в высоту, из которых сложена башня, заливали прямо на месте на связанную заранее арматуру. На заливку одного кольца уходило около 10 часов. Рабочая площадка поднималась по металлическому шахтному подъемнику внутри башни. На самые большие нижние кольца понадобилось по 64 машины с бетоном, который постоянно привозился с завода ЖБИ. Толщина защитного слоя бетона по наружной поверхности ствола составляет 40-70 миллиметров, по внутренней поверхности — 30-50 миллиметров. Проектный объём бетона ствола — 3066 куб. метров, вес — 7500 тонн.
Башня представляет собой сложную фигуру в виде полого цилиндра диаметром 15 м (0—21 м), усеченного конуса (21—160 м) и цилиндра диаметром 8 м (160—220 м). По всей высоте ствола имеются многочисленные оконные проемы различной формы и размеров. На отметках от 199,6 до 208,9 метров с юго-западной стороны оставлен монтажный проём размером 9,3×5,7 м. Через него (с помощью крана-балки, установленного внутри) планировалось монтировать шахту лифта и лифтовое оборудование, после чего отверстие забетонировали бы. На отметке 231,7 м от уровня земли или 219,25 м от нулевой отметки сооружена площадка диаметром 12 м, с ограждением. Общая высота башни таким образом составляла 231,7 м, а не 220 м, что ошибочно указано во многих справочниках. Шахтоподъёмник смонтирован до отметки 239,7 метров. Снаружи по всей высоте башни была сделана ходовая лестница, которая со временем проржавела. Части телескопической антенны и коробчатые элементы шахты лифта до последнего времени лежали у подножия башни.
Строительство существенно выбилось из первоначального графика в связи с перебоями в поставках бетона и холодов, и активно велось до конца 1989 года, после чего начались проблемы с финансированием. Однако стройка не была заморожена и продолжалась, хотя и с большими трудностями, вплоть до 1991 года. Предстояло ещё возвести нижнюю обстройку, лифтовые шахты, верхнюю обстройку из 20 сталебетонных блоков массой 32 тонны каждый. 140-метровую телескопическую антенну предполагалось устанавливать при помощи вертолета. Для входа в башню планировали построить подземный туннель с улицы Декабристов. По некоторым данным, на стройку единовременно было выделено 11 млн рублей, но освоено было лишь около 2 млн.

## Состояние до сноса

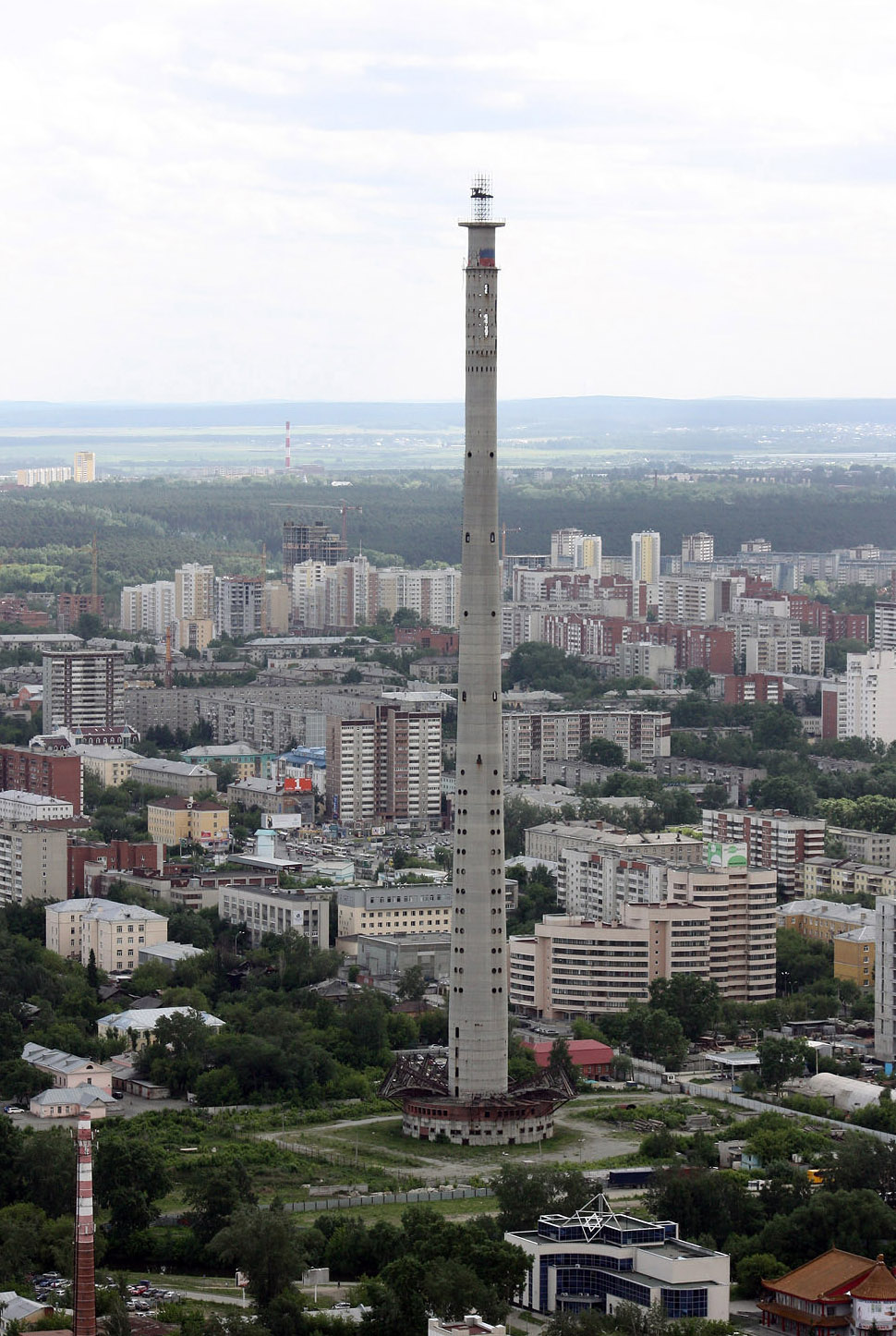
Вид на телебашню с высоты птичьего полёта

С распадом СССР финансирование строительства телебашни полностью прекратилось, никаких работ на этом участке не проводилось и башня оставалась заброшенной. Единственным конструктивным изменением была установка высотно-габаритных красных огней для безопасности полётов по требованию прокуратуры в середине 2000-х годов.

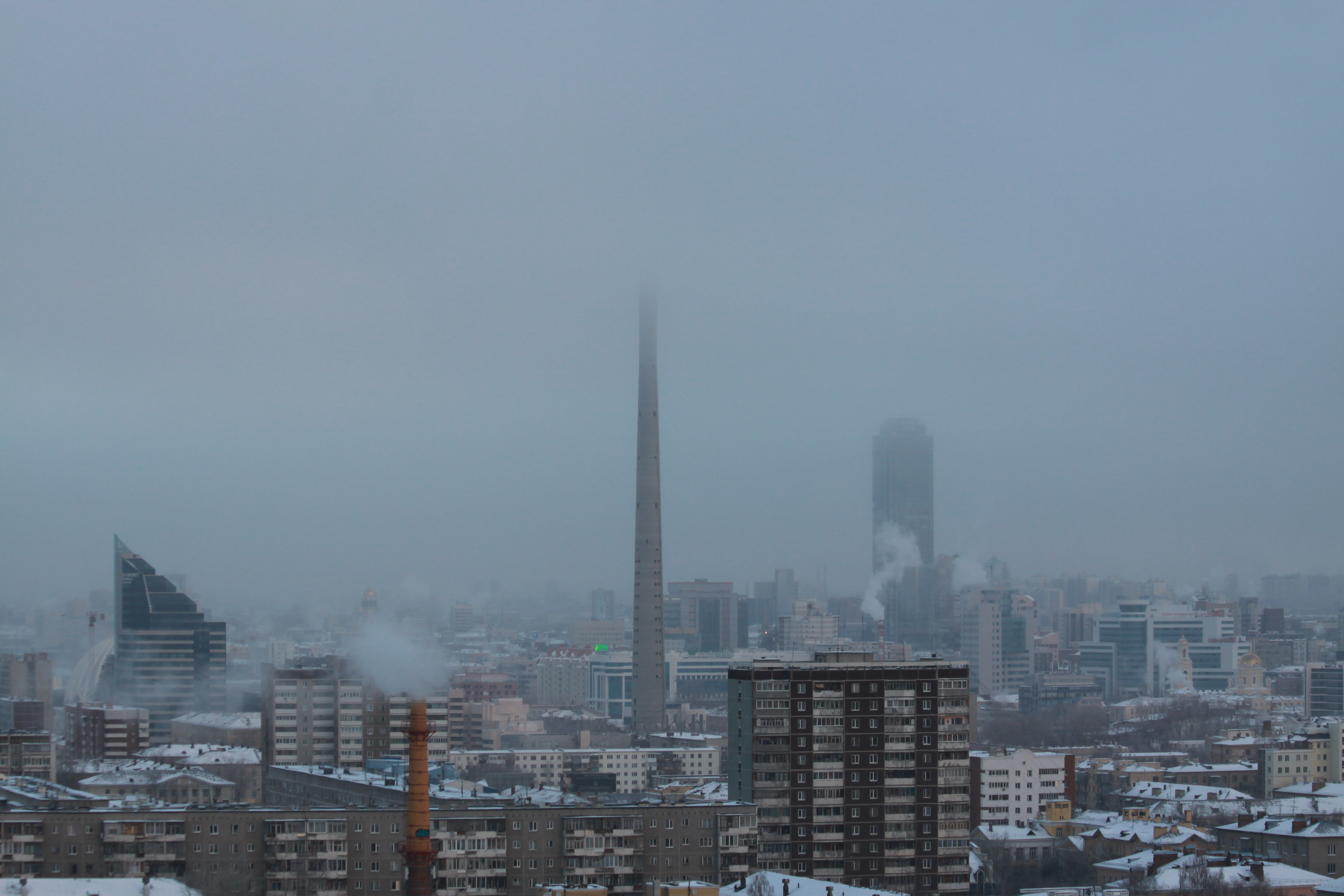
За башней справа — «Высоцкий», 188,3 метра, декабрь 2012

Несмотря на то, что башня не достигла проектируемой высоты, она являлась самым высоким строением Екатеринбурга: высота небоскреба «Исеть», построенного в 2016 г., составляет 206,5 метров, а у «Высоцкого» — 188,3 метра.
В 1990-е годы башня стала культовым объектом для экстремалов. На вершину башни залезали как скалолазы и бейсеры, так и просто смельчаки, не имеющие специальной подготовки. К 2005 году официально зафиксированы три случая самоубийства, молва же приписывает башне более двух десятков случаев суицида. А в 2000-е её облюбовали бейсджамперы. После этого все возможные проходы в башню для подъёма наверх были заварены, а наружная лестница отпилена в нижней части.
В 2003 году башню отдали ФГУП РТРС под объект связи.
В 2007 году нашелся инвестор, который был готов вложить порядка 500 миллионов рублей в достройку башни, а вокруг обустроить зону бизнес-центров, чтобы окупить затраты, но финансовый кризис 2008 года обрушил эти планы. Представители РТРС заявили, что дешевле возвести новый объект телевещания высотой 300 метров, чем оснастить необходимыми системами уже выстроенную башню (на Уралмаше появится металлическая мачта высотой 236 метров).
В июле 2012 года Председатель Правительства России Дмитрий Медведев дал поручение о передаче башни в собственность региона. 4 апреля 2013 года Д. Медведев подписал постановление, согласно которому недостроенная телебашня исключается из перечня федеральных стратегических объектов и передается в собственность Свердловской области.
В связи с переходом с аналогового телевещания с метровыми волнами к цифровому теле- и радиовещанию с более короткими волнами, способными распространяться без потери на десятки и тем более сотни километров от передатчика использовать такой высоты объект по прямому назначению уже не требовалось.
Был объявлен конкурс на проект реконструкции башни и прилегающей территории, выходящей прямо к реке Исеть с созданием там рекреационной зоны. Срок проведения конкурса, который планировалось завершить в июле, продлили до конца сентября 2013 года. К этому времени представленные проекты прошли техническую экспертизу. В итоге к конкурсу было допущено 73 проекта, отобрано 10 лучших из них. Среди отобранных: «Глобальный маяк» (научно-просветительский центр), «Грин Хилл Парк» (башня — объект «бионической архитектурной формы»), «Звезда Урала» (объект, основанный на движении парящих колец с использованием принципа магнитной левитации) и другие. Также был проект создания на базе башни православного храма.
Победил проект «Green Hill Park» с загсом, аттракционами, кинотеатром и площадкой для выставок. Однако для его реализации инвестора так и не нашлось.
В феврале 2016 года было принято решение о консервации телебашни в преддверии этапа Чемпионата мира по футболу в 2018 году.
В сентябре 2016 телебашня была внесена в план приватизации. В январе 2017 года власти в очередной раз объявили о намерении продать башню, подготовкой продажи занялось МУГИСО.
Летом 2017 года специалисты оценивали степень готовности башни в 47 %, степень изношенности — 24,6 %. Объект был оценен в 654 миллиона рублей, из которых 588 миллионов рублей — стоимость земельного участка.

## Снос телебашни (2018 год)

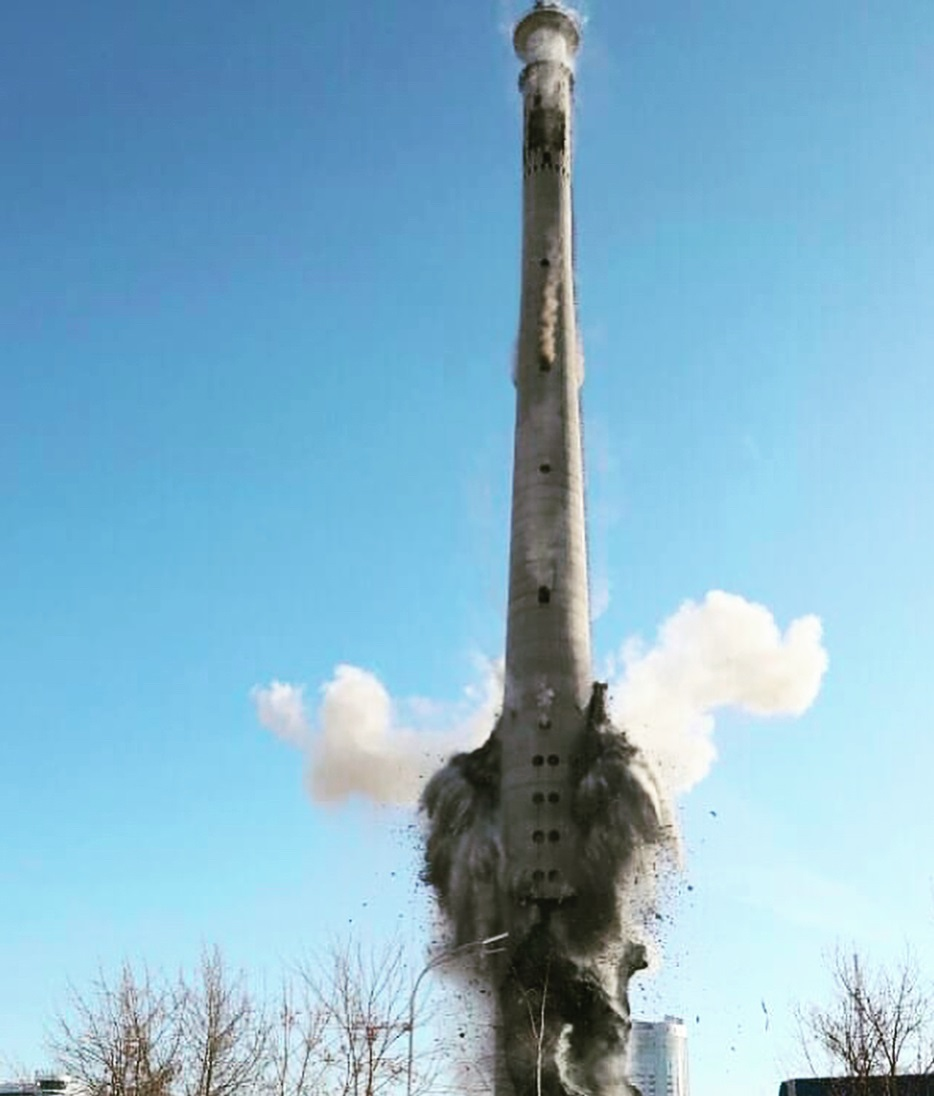
Момент подрыва телебашни на уровне 70 метров. 24 марта 2018 года

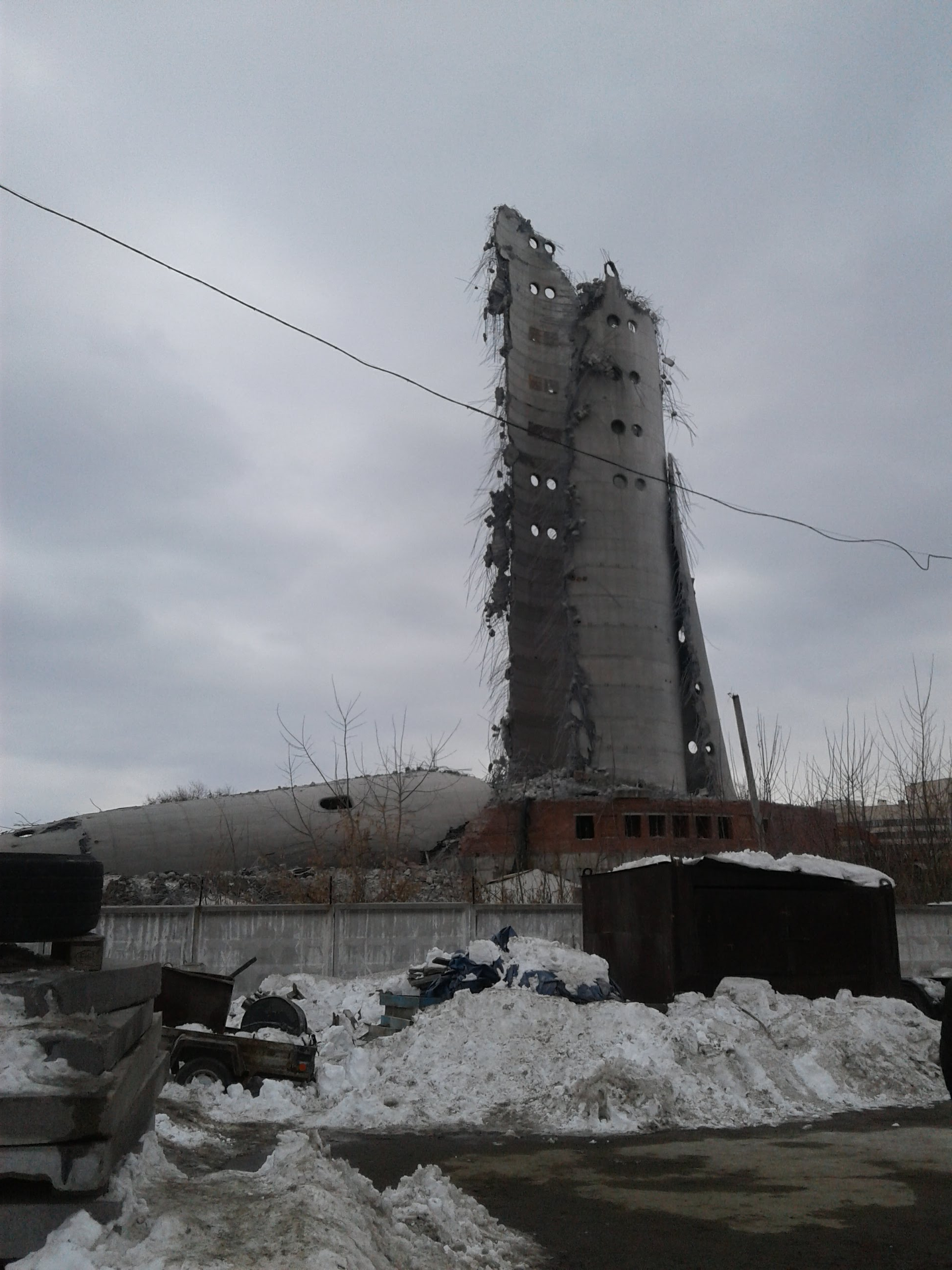
Разрушенная телебашня

Летом 2017 года Заксобрание области одобрило передачу земельного участка под недостроенной башней в пользование Уральской горно-металлургической компании под строительство ледовой арены на 15 тысяч зрителей. Предварительно строительство объекта оценивается не менее чем в 1 млрд руб. При этом допускалось, что башня может быть сохранена и включена в проект ледовой арены. Но позже губернатор Свердловской области Евгений Куйвашев поддержал решение снести недостроенный объект.
Для демонтажа телебашни была привлечена подрядная организация из Магнитогорска АО «Работы взрывные специальные». По плану демонтаж производится методом направленного разрушения благодаря термическому и газодинамическому воздействиям с использованием газогенератора импульсного действия «Энамат» в два этапа последовательным созданием вырубов на отметке 70 метров и 10 метров.
24 марта 2018 года в 9 часов 12 минут по местному времени был произведён демонтаж башни. Заряды были активированы с интервалом в несколько секунд. Башня частично обрушилась внутрь, частично легла на возведённую земляную демпферную подушку ровно по траектории. Сейсмического воздействия от падения бетонной конструкции не наблюдалось. Обрушения нижней части, вопреки планам, не произошло и от башни осталось основание высотой 36—56 метров. 1 апреля снос оставшейся части был произведён при помощи механизированной техники, накануне ночью были устроены взрывы, прикрытые фейерверком, чтобы ослабить конструкцию.

### Протесты против сноса телебашни

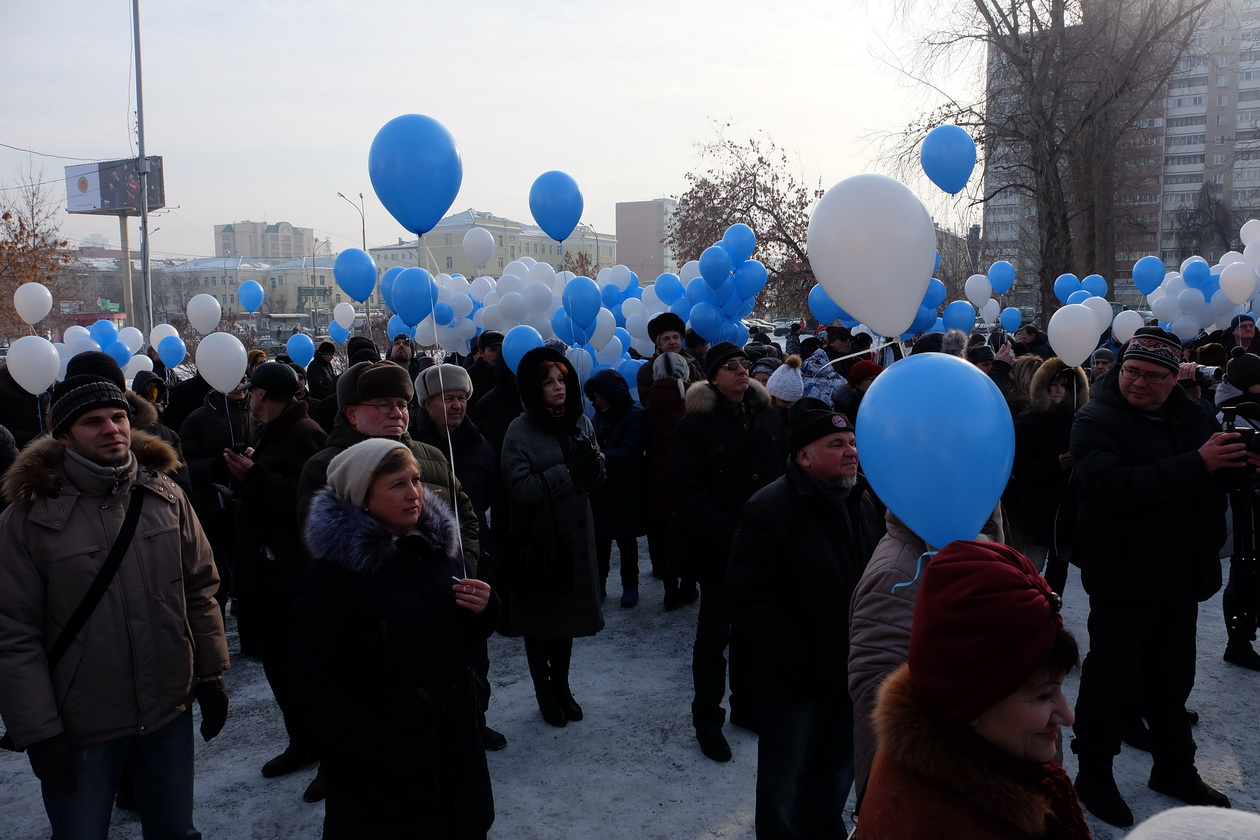
Митинг противников сноса телебашни, 10 февраля 2018 года

Решение снести недостроенную телебашню вызвало протест у части горожан, а также технической и творческой интеллигенции города. Недостроенная телебашня была культовым местом для нескольких поколений екатеринбуржцев. Экстремальное восхождение на башню стало частью городской субкультуры. После появления информации о предстоящем сносе 26 января 2018 года у недостроенной телебашни был установлен мемориал памяти тех, кто погиб, пытаясь забраться на неё с надписью «Вышка Александра Пальянова. 40 погибших». Было объявлено о сборе подписей за переименование улицы Степана Разина, на которой находилась телебашня, в улицу Александра Пальянова (именно он был первым, кто забрался и упал с башни).
Ряд экспертов заявляли, что демонтаж телебашни может стать небезопасным мероприятием.
При обрушении недостроенная телебашня в Екатеринбурге могла повредить соседнее здание Цирка. К такому выводу пришел профессор гидрогеологии, инженерной геологии и геоэкологии Уральского государственного горного университета Олег Грязнов. По словам прораба Владимира Михеева, который руководил возведением бетонного ствола башни, под её фундаментом находится тектонический разлом, что выяснилось при забивке свай. Поэтому взрывать башню, фактически стоящую на стыке двух скал, очень опасно, так как это может вызвать локальное землетрясение.
Директор ООО «Спецвысотстройкомплект», член-корреспондент Российской инженерной академии и кандидат технических наук Сергей Шматков считал, что для безопасного сноса методами подрубки или направленного взрыва необходимо наличие свободных площадей не менее, чем полуторная высота трубы. В опасной зоне оказывается множество объектов, включая здание цирка (230 м от башни), музей «Россия — моя история» (150 м), 23-этажный бизнес-центр «Саммит» (165 м), апартаменты «Артек» (150 м), АЗС (100 м), линию метро (260 м), синагогу (274 м) и усадьбы XIX века со стороны улицы Декабристов.
Инженер-физик Виктор Крылов предупредил об угрозе, вызванной падением объекта. «Работы по сносу телебашни основаны на фальшивой экспертизе, которая не предусматривает ущерба от сейсмического воздействия [от падения вышки]. Энергия обрушения телебашни составит порядка 5−10 гигаджоулей, что эквивалентно взрыву 5—10 тонн тротила». Падение 5 тыс. тонн бетона с арматурой со скоростью 200 километров в час может привести к серьёзным повреждениям близлежащих зданий.
Против сноса высказался бывший губернатор Свердловской области Эдуард Россель, рок-музыкант Вячеслав Бутусов, бывший главный архитектор города Михаил Вяткин, руководство крупнейшей Екатеринбургской строительной компании «Атомстройкомплекс» в лице Валерия Ананьева. Свердловский Союз архитекторов обратился к генеральному директору УГМК Андрею Козицыну с просьбой не сносить телебашню.
Группа депутатов екатеринбургской городской думы также выпустила обращение: «Подобные объекты, существующие в разных странах мира, являются достопримечательностями, создающими огромный туристический поток со всего мира. Главное — такие телебашни являются точками притяжения инвестиций в город, страну. Телебашня в Екатеринбурге — это одно из двух подобных сооружений в России. Таких объектов в России строить уже не будут никогда. Именно в этом и есть уникальность телебашни в Екатеринбурге! Она, без преувеличения, могла бы стать не просто архитектурной доминантой нашего города, но и символом региона и всей России. Убеждены, что сохранение и дальнейшая реконструкция телебашни станут самым знаковым проектом Екатеринбурга и холдинга УГМК».
Глава города Евгений Ройзман осторожно высказался по поводу судьбы телевышки, напомнив, что город не может влиять на судьбу участка под ней, поскольку им распоряжаются областные власти.

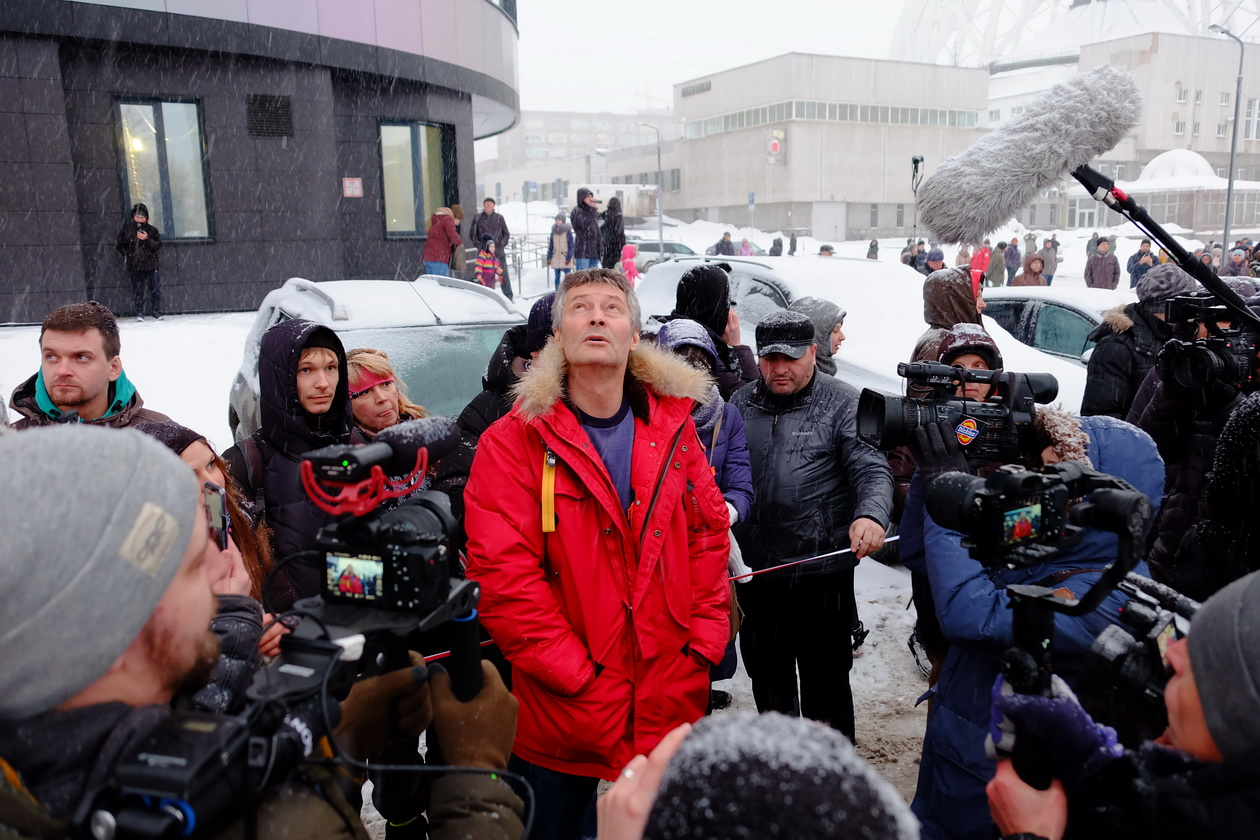
Евгений Ройзман на митинге против сноса телебашни 22 марта 2018 года

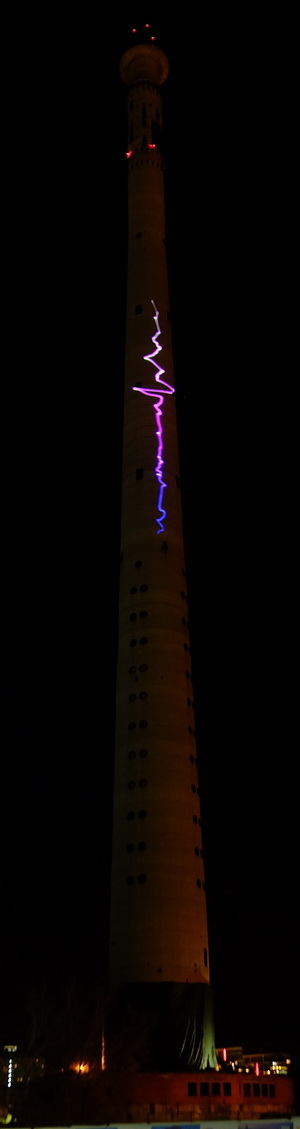
Лазерные проекции на башне

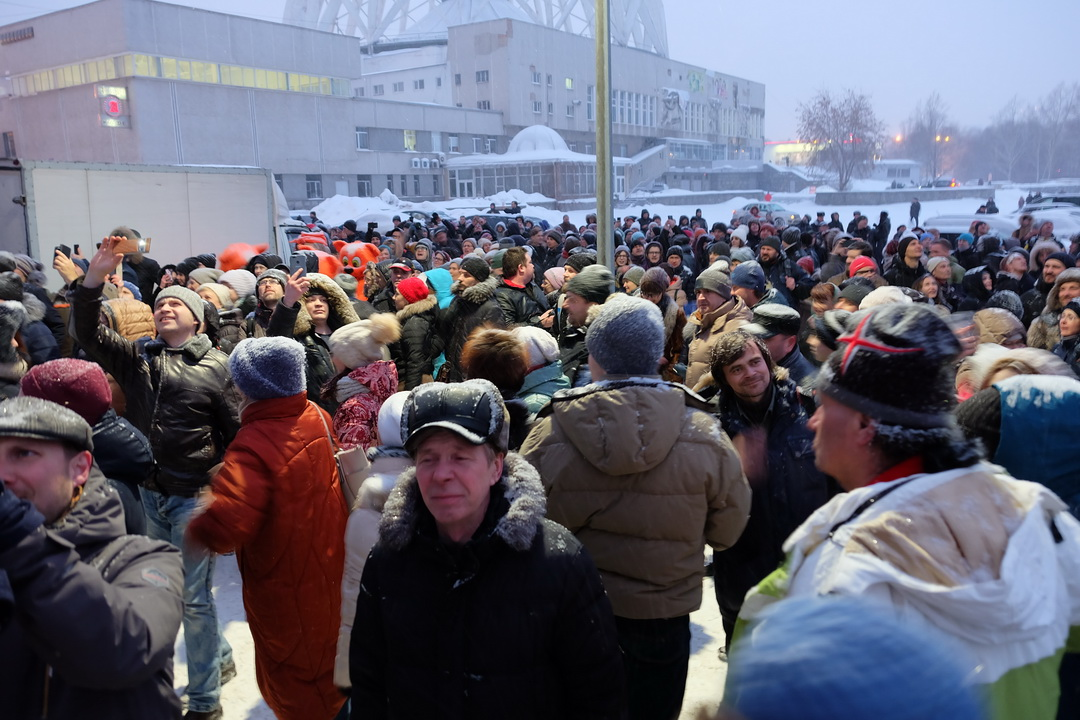
Митинг против сноса телебашни 22 марта 2018 года

26 января и 10 февраля прошли митинги противников сноса телебашни, был произведён сбор подписей под обращением к Президенту с целью не допустить снос телебашни.
Активисты в обращении попросили администрацию Президента России проверить законность передачи объекта государственной собственности в руки частной компании и отметили шумиху и социальную напряженность, возникшую в городе накануне выборов президента. В письме выражено беспокойство за безопасность горожан при взрыве, которую никто не берется гарантировать; упомянуто о проводившемся ранее конкурсе на лучший проект по реконструкции недостроя и о том, что победитель так и не начал воплощать идею в жизнь. В ответном письме было обещано объективно и всесторонне рассмотреть вопрос, для чего были запрошены соответствующие документы и материалы. Защитники башни боятся, что строение к этому времени уже снесут.
Запланированный на 23 февраля снос телебашни за четыре дня до этой даты был отменён, в связи с указанием из администрации Президента РФ отложить конфликтные вопросы на послевыборный период. Перед этим руководству екатеринбургского метрополитена было отправлено письмо о необходимости приостановить работу 23 февраля с 11.00 до 13.00, после чего стало известно, что снос переносится на «неопределенный срок». В УГМК отметили, что снос планируется после президентских выборов 18 марта.
22 февраля Управление госохраны объектов культурного наследия Свердловской области приняло заявление на включение башни в соответствующий реестр. После этого она стала находиться в статусе объекта, обладающего признаками культурного наследия, и до соответствующего решения работы по демонтажу должны быть прекращены. 21 марта памятником её не признали по причине того, что с момента начала стройки не исполнилось 40 лет, это объект типовой (башни по такому же проекту строились в Таллине и Вильнюсе — за основу взяты инженерные элементы Останкинской телебашни), а также то, что это объект незавершенного строительства.
Французский эксперт по Всемирным выставкам Лорен Антуан Лемог отметил, что реконструированная телебашня могла бы повысить шансы Екатеринбурга выиграть Экспо-2025. Проект «Глобальный маяк», по его мнению, «выделяется на фоне прочих своей уникальностью и смелостью как с точки зрения маркетингового и архитектурного мастерства, так и в разрезе экономической привлекательности. Члены Международного бюро выставок заинтересованы в кандидатах, которые готовы инвестировать в нечто, что может стать частью великой истории Экспо». Он также сравнил проект екатеринбургской телебашни с Эйфелевой башней, которая тоже была построена к Экспо.
В начале марта активисты проецировали на башню лазером надписи: «Моя башня», «Мы её любим», «Я живая», «Не сносите», «Путин, спаси меня», изображения ползущих ящериц, сердечек и линий кардиограммы. В середине марта на крыше здания ночью полицией был задержан оператор лазера, проецирующий на башню надписи. Выяснилось, что проекцию осуществляла коммерческая фирма стоимость услуг которой составляет около 800 тыс. рублей в день. Заказчиками проекции называли депутата екатеринбургской городской думы Олега Хабибуллина и руководителя строительной компании «Атомстройкомплекс» Валерия Ананьева, который публично выступал за сохранение телебашни и предлагал взять на себя финансовую сторону и организационную функцию при создании «общественной дискуссионной площадки» по вопросам развития Екатеринбурга.
22 марта активисты организовали митинг у телебашни с последующим её «обниманием», куда пришло около 2 тыс. человек, включая мэра Ройзмана.
23 марта в 04:45 утра 11 активистов прорвались через охрану, и четверо сумели залезть на вершину (впоследствии один спрыгнул с парашютом). Там они вывесили флаг России в знак защиты башни и планировали сидеть там до конца. Защитники назвали свою акцию борьбой за справедливость и потребовали провести референдум о сносе вышки. Трое парней просидели наверху 9 часов и вынуждены были спуститься из-за холода, усталости и отсутствия еды. В полиции всем выписали штрафы в 500 рублей за мелкое хулиганство.
После сноса телебашни протестная деятельность была фактически прекращена.

### Новая телебашня
К концу 2020 года в Екатеринбурге было решено построить телевышку высотой 236 метров, но уже металлическую. Она расположится на северной окраине города (проспект Космонавтов, 99) на территории недействующего радиоузла. Заказчиком выступило ФГУП «Российская телевизионная и радиовещательная сеть», которой ранее принадлежала снесённая башня. На строительство, поставку оборудования и пусконаладочные работы было выделено 494,2 млн рублей. Радиотелевизионная передающая станция будет обеспечивать цифровое наземное телевизионное вещание телепрограмм и ЧМ-радиовещание в Екатеринбурге.
Проект был одобрен Главгосэкспертизой в январе 2018 года. Таким образом новая башня должна стать даже ниже недостроенной и мало чем отличаться от металлических телевышек в других городах страны. Летом 2019 года строительство телевышки на Уралмаше вызвало протесты местных жителей и в итоге было приостановлено. А в марте 2020 года суд признал, что разрешение на строительство телевышки на Космонавтов, 99 было выдано незаконно.

## Застройка места сноса телебашни

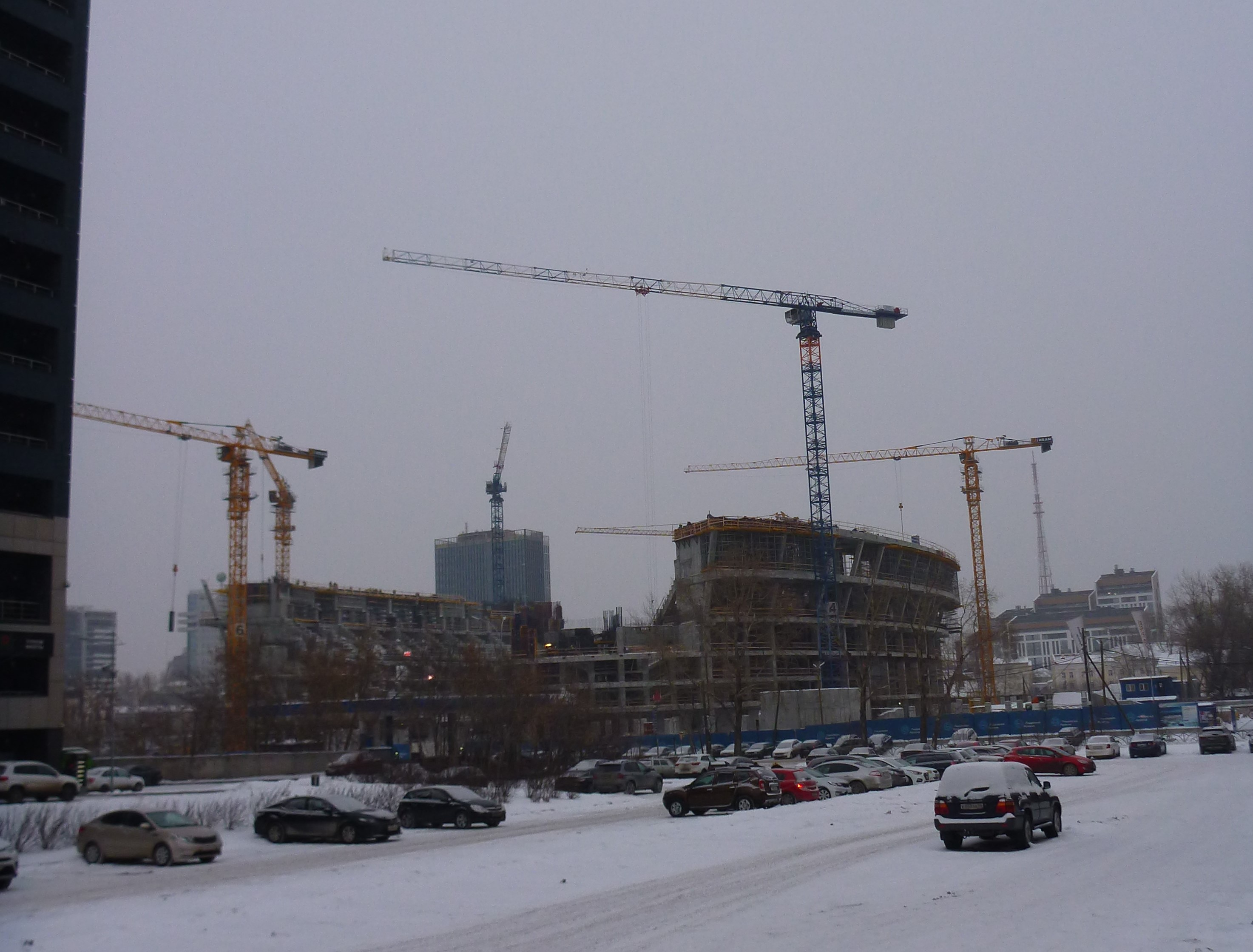
Строительство Ледовой арены на месте снесённой телебашни, декабрь 2020 года

31 октября 2019 года на месте снесённой телебашни был дан старт строительству ледовой многофункциональной арены («УГМК-арена»). 10 марта 2025 года арена была открыта.

## В массовой культуре
- Контур телебашни присутствует в заставке телесериала «Счастливы вместе»;
- В 2018 году у группы  «Мы» вышел клип на песню «Навсегда», посвящённый сносу телебашни[56].
- Довольно точный аналог недостроенной телебашни был создан в компьютерной игре «Crossout» на карте «Безымянная башня». Мало того, разработчики игры реализовали механизм превращения башни в руины.